# Mouvement pour l'émancipation des femmes en Belgique
Le mouvement pour l'émancipation des femmes en Belgique est un mouvement féministe débuté au XVIIIe siècle et toujours en cours aujourd'hui.

## Le «pré-féminisme»
La militante Nicole Van Enis qualifie de « pré-féminisme » la période entre 1789 et 1830, qui voit l’émergence de la pensée et des premiers mouvements féministes. Bien sûr, avant la Révolution française, les femmes souffraient déjà de discriminations, d'injustice et d'inégalités sur les plans juridiques, politiques et économiques, mais la Révolution française de 1789 laisse espérer une ère d'égalité et de justice. Les femmes expriment, elles aussi, leurs revendications, notamment le droit à l'enseignement, au travail et les droits civils. Mary Wollstonecraft en Angleterre, Olympe de Gouge, Manon Roland en France et Théroigne de Méricourt de la Principauté de Liège militent — sans grand succès — pour que la Révolution française intègre les droits des femmes. Théroigne de Méricourt passe les 23 dernières années de sa vie dans un asile, à la demande de son frère. En reconnaissance, l'association Synergie Wallonie a donné son nom à un prix remis chaque année à une femme wallonne ayant œuvré pour l'égalité entre les hommes et les femmes.
La constitution belge de 1830 proclame l'égalité entre tous les citoyens mais le suffrage censitaire réserve le droit de vote à une minorité d'hommes. Les femmes ne votent pas, ne sont pas éligibles, ne peuvent pas occuper de fonctions publiques ou faire partie d’organisations politiques. Elles n'ont pas accès à un enseignement de qualité, ne peuvent fréquenter que des pensionnats et écoles privées qui dispensent un enseignement rudimentaire. En 1849, seuls dix pensionnats organisent, en Belgique, la formation des institutrices qui est le niveau de formation le plus élevé pour les filles à ce moment-là.
Même certaines féministes n'échappent pas au préjugé. Zoe de Gamond écrit « Dans la vie publique, comme dans la vie privée, la femme doit se soumettre à la raison et au jugement de l'homme parce qu'il lui est réellement supérieur en savoir et en intelligence. »
Les femmes qui travaillent à l'extérieur du foyer ont accès à peu de professions, sont mal ou pas payées et cumulent les charges du ménage avec celles d'un emploi. Dans les classes plus aisées, il est acquis que les femmes restent au foyer. Pour les rares femmes qui veulent ou doivent travailler, l'enseignement est quasiment la seule option possible. Cependant, déjà à l'époque, la question de l'égalité fait l'objet de débats et l'éducation est considéré comme le moteur essentiel de l'émancipation des femmes,.

## Premiers pas vers l'émancipation (1830-1930)
Cette période correspond à ce qu'on appellera a posteriori la première vague féministe. Si elle est fortement marquée par la revendication pour le droit de vote des femmes, ce n'est pas le seul combat qu'elles ont mené.

### L'enseignement
L'enseignement est un des moteurs principaux de changement pour la situation des femmes. C'est dans ce domaine particulièrement que les féministes belges se sont d'abord illustrées. À une époque où le travail des enfants est un apport indispensable pour de nombreuses familles, la fréquentation de l'école n'est pas régulière que ce soit pour les garçons ou pour les filles. Des initiatives ponctuelles et souvent paternalistes sont organisées : ouvertures d'écoles près des usines par les industriels, aide matérielle sous forme de cahiers et crayons, de nourriture ou encore de vêtements.
Zoé de Gamond soutient que l'accès à une éducation de qualité est la condition de l'émancipation. Mais si elle appelle à une solidarité entre les femmes de toutes les classes sociales, le modèle d'enseignement qu'elle propose est basé sur des filières différentes pour les pauvres et les riches.
Sa fille, Isabelle Gatti de Gamond crée en 1862, la revue L'éducation de la femme. Elle y prône  un enseignement féminin de meilleure qualité. Avec l'aide de la ville de Bruxelles, elle fonde, en 1864, la première école communale laïque pour filles à Bruxelles avec un programme complet d'enseignement secondaire inférieur. Nombre de femmes célèbres sont passées par son « cours d'éducation » : Marguerite van de Wiele, Mélanie Janssen, Elisabeth Carter, Marie Spaak ou encore Louise Van Duuren … D'autres villes et communes suivent cet exemple malgré la désapprobation de certains, notamment le clergé catholique peu enclin à voir se propager des écoles laïques. « La femme ne doit pas entrer trop avant dans le domaine des sciences [...] Il s'agit avant tout de former des femmes chrétiennes. » (François Schollaerts, ministre, 1871).
La première école professionnelle pour fille est créée à Bruxelles en 1865. En 1871, le banquier Jonathan Bisshoffsheim fonde à Bruxelles l'Association pour l'Encouragement de l'instruction et de l'éducation des filles et des femmes, ce qui entraîne la création d'écoles professionnelles laïques ouvertes aux filles qui donnent un enseignement théorique et pratique en trois ou quatre ans et proposent aussi des cours du soir.
En 1879, le gouvernement libéral crée un réseau d'écoles officielles laïques et neutres. Il prend plusieurs mesures défavorables à l'enseignement catholique, ce qui provoque une violente réaction du clergé (appel à boycott, menaces d'excommunication ou de renvoi…). C'est dans ce contexte que l’État crée en 1881, l'enseignement moyen inférieur pour les filles. Le niveau secondaire supérieur leur est toujours inaccessible.

#### Les universités
L'entrée des femmes à l'université prend un peu plus de temps.
Une loi votée en 1876, grâce à Henri Bergé, autorise « toute personne » à accéder à l'enseignement supérieur mais s'en remet au gouvernement pour fixer les conditions d'accès des femmes. Quelques-unes tentent — en vain — de s'y inscrire : Emma Leclercq essaie, depuis 1878, de s'inscrire en faculté de sciences à l'Université libre de Bruxelles, Isala van Diest essaie en 1873 de s'inscrire à l'Université catholique de Louvain,. L'Université libre de Bruxelles ouvre finalement ses portes aux filles en 1880, l'Université de Liège reçoit sa première étudiante en 1881 et c'est au tour de l'Université de Gand en 1882. L'université catholique de Louvain suivra 40 ans plus tard. Marie Destrée, Emma Leclercq, Louise Popelin et Sidonie Verhelst sont les premières femmes de Belgique à entrer à l'université.
Mais, dès 1890, les portes se referment. Estimant que le niveau de l'enseignement baisse, que le nombre de diplômées est trop élevé, le gouvernement adopte, une loi qui stipule que le diplôme des sciences humaines classiques devient la seule condition d'entrée à l'université. Comme il n'y a toujours pas d'enseignement secondaire à part entière pour les filles, la loi les empêche à nouveau d'entrer à l'université et cela se reflète immédiatement dans les chiffres d'inscription.
La loi prévoit cependant que quiconque ne peut pas présenter un certificat en sciences humaines peut se présenter devant un jury central. C'est en exploitant cette faille qu'Isabelle Gatti de Gamond organise un cycle de cours de trois ans à Bruxelles en 1892. L' « Athénée de Jeunes filles », fondé en 1907 par Roza de Guchtenaere, propose un programme de sciences humaines classique pour les filles. Ce n'est que grâce aux initiatives privées de ces féministes belges que les filles peuvent être bien préparées à s'inscrire à l'université. En 1912, le premier groupe d'étudiantes en sciences humaines de l'atheneum des filles de Gand entre à l'université. Mais la progression des femmes à l'université est rapidement stoppée par le déclenchement de la Première Guerre mondiale.

#### Accès aux professions
Les femmes qui ont réussi à entrer à l'université et à y accomplir un cursus complet, rencontrent ensuite, bien souvent, des difficultés pour accéder à la profession : Isala Van Diest a dû étudier la médecine en Suisse, puis suivre des cours complémentaires à l'Université libre de Bruxelles pour faire valider son diplôme et doit encore attendre jusqu'à l'âge de 42 ans l'autorisation d'ouvrir son cabinet médical à Bruxelles. Dix ans plus tard, Bertha De Vriese peut s'inscrire en médecine à l'Université de Gand, elle en est la première femme diplômée dans cette discipline.
Marie Popelin, entrée à l'Université libre de Bruxelles en 1883, est, en 1888, la première femme de Belgique à obtenir un doctorat en droit. Mais elle ne peut pas s'inscrire au Barreau. Un arrêt de la Cour d'Appel l'empêche de prêter serment comme avocate en raison de «  la nature particulière de la femme… ». Le 11 novembre 1889, la Cour de cassation rejette le pourvoi contre l'arrêt de la cour d'appel, déclarant que la question de l'accès des femmes aux profession juridique était réservée au législateur,.
En 1890, la loi du 10 avril autorise explicitement l’accès des femmes à « tous les grades académiques et aux professions de médecins et de pharmaciens ». Dès lors, en 1892, Isabelle Gatti de Gamond ajoute une section pré-universitaire à l’institut qui porte son nom, et crée le premier athénée pour filles. En 1907, l'Union des femmes gantoises ouvre le premier athénée pour filles à Gand offrant également un enseignement secondaire supérieur qui facilite l'accès des filles à l'université.
Parallèlement à ce mouvement d’ouverture, se développe, à partir de 1885, un réseau d'écoles et de classes ménagères qui bénéficient du soutien des pouvoirs publics mais freinent l'accès des filles à l'université. Le but est officiellement de remédier à la misère matérielle et morale en proposant aux femmes un enseignement adapté à leur prétendu rôle,. En 1925, les écoles moyennes de l’État pour filles deviennent des lycées à part entière.

### Les premières organisations féministes
En Europe, le mouvement féministe organisé démarre après la publication de l'ouvrage De l'assujettissement des femmes de John Stuart Mille qui préconise le lever les obstacles légaux à l'émancipation des femmes. Ce texte est souvent utilisé pour promouvoir les droits politiques des femmes et leur droit à l'enseignement,.

#### La Ligue belge du droit des femmes
En Belgique, la première association féministe, la Ligue belge du droit des femmes est créée en 1892 par les sœurs Popelin, Marie et Louise, Louis Frank, auteur de l'Essai sur la condition politique de la femme, Isala Van Diest, première femme universitaire et médecin de Belgique, Hector Denis, recteur de l’Université libre de Bruxelles, Léonie La Fontaine et son frère Henri La Fontaine, avocat au barreau de Bruxelles et Prix Nobel de la paix en 1913 et Carl Devos. Ils bénéficient du soutien de l'Université libre de Bruxelles et de quelques membres masculins.
L'objectif de cette association est de défendre et de protéger les droits des femmes, notamment auprès des pouvoirs publics, afin d'obtenir l'égalité entre les femmes et les hommes, dans la loi et dans la société. La Ligue a pour priorité le suffrage féminin et la fin de l'autorité de l'époux dans le mariage. Elle publie une revue intitulée La Ligue, organe belge du droit des femmes.
La Ligue est apolitique et adopte une position plutôt modérée, souhaitant faire évoluer progressivement  la situation juridique des femmes. Elle est cependant cataloguée rapidement comme laïque et libérale, en raison de son ancrage social. Dès ses débuts, elle cherche à compenser sa faiblesse structurelle par des contacts internationaux. En 1897 et 1912, la Ligue organise ainsi des congrès féministe internationaux à Bruxelles, au Palais des Académies auxquels participent des personnalités étrangères. En 1897, Louis Frank et Marie Popelin organisent le Congrès féministe international de Bruxelles.

#### La Société belge pour l'amélioration du sort de la femme
En 1897 est créée la Société belge pour l'amélioration du sort de la femme (SASF) avec le but de promouvoir l'indépendance économique des femmes et leur accès aux études supérieures et à l'ensemble des professions. La SASF a une vision féministe plus radicale que la Ligue des droits des femmes. Elle se concentre principalement sur les aspects liés au inégalités envers les femmes dans les champs économiques, intellectuels et juridiques, et demande de meilleures conditions de travail pour les femmes.

#### Le féminisme chrétien de Belgique
En 1902, le groupe de pression du féminisme chrétien de Belgique est fondé par Louise van den Plas au sein du monde catholique. Il entend améliorer les droits des femmes et promouvoir le féminisme auprès des catholiques. Il publie une revue mensuelle, Le Féminisme chrétien de Belgique, ouvre des sections locales et donne des conférences. Ce groupe catholique joue un rôle important dans l'adoption des premières lois en faveur d'une plus grande égalité.
Louise van den Plas se positionne avec force contre la prostitution et le commerce des femmes « Pour que la travailleuse, la citoyenne, l'épouse, la mère obtiennent leur part légitime de droits, de liberté et d'influence dans le domaine du travail de la cité, de l'association conjugale et de la famille, il faut en premier lieu que la femme soit libérée de l'asservissement qui pèse sur elle au point de vue des mœurs. » (1924).

#### Le Conseil national des femmes belges
En 1905 est créé le Conseil national des femmes belges, une organisation faîtière qui rassemble les principales organisations féministes, notamment la Société belge pour l'amélioration du sort de la femme, la Ligue belge du droit des femmes, et l'Union des femmes belges contre l'alcoolisme comme associations constitutives, et, plus tard, la Fédération belge pour le suffrage des femmes en 1913,.
Le Conseil mène des actions en faveur de la paix, l'instruction obligatoire, l'amélioration de l'enseignement et le droit de vote. En 1974, le Conseil national des femmes belges est remplacé par deux organisations distinctes, le Conseil des femmes francophones de Belgique et le Nederlandstalige Vrouwenraad (Conseil néerlandophone des femmes, NVR).

### Les premières réformes législatives
Malgré le nombre des organisations, leur dynamisme et l'engagement des militantes, le féminisme peine à rallier l'opinion publique et l'adhésion des politiques et scientifiques. Mais leurs efforts, leurs interventions auprès de parlementaires et pétitions, portent tout de même des fruits. En 1900, une loi reconnaît et protège le droit d'épargne de la femme mariée, une autre l'autorise à conclure un contrat de travail et à percevoir son salaire (avec cependant un plafond de 3 000 francs).
En 1908, les femmes sont autorisées à agir comme témoin pour des actes d'état civil et peuvent être désignées comme tutrices et membres d'un conseil de famille. En 1908, toujours, la reconnaissance de la co-responsabilité des hommes pour un enfant naturel (loi du 6 avril 1908)  marque une étape importante pour le changement de mentalité concernant la double morale et la prostitution.

### La position des partis politiques

#### Le parti libéral
Le premier Parti libéral en Belgique est fondé en 1846. Les libéraux ne sont pas favorables à une régulation économique, ils refusent d'intervenir pour améliorer les conditions de travail, même pour les femmes. Ils s'opposent également au droit de vote de femmes sous prétexte qu'elles suivraient l'avis du clergé dans leur vote et que cela favoriserait le parti catholique. En cela, ils rejoignent le parti socialiste. Les libéraux sont, de plus, opposés au suffrage universel en général, qu'il ne considèrent pas comme un droit fondamental.
Cependant, la plupart des féministes de la première heure sont issues de la bourgeoisie libérale.

#### Le Parti ouvrier belge
Le Parti ouvrier belge, créé en 1885, inscrit dans son programme la révision des articles du code civil introduisant une inégalité de traitement pour, entre autres, les femmes.
Le 25 juillet 1886, les femmes du parti se regroupent, à Gand, dans un Socialistische Propagandaclub voor Werkvrouwen (club socialiste de propagande pour les travailleuses), sous la présidence d’Émilie Claeys. L'association édite son propre mensuel, Een woord aan de vrouwen (Un mot aux femmes), sur le rôle des hommes et des femmes dans l'éducation et milite pour l'indépendance économique des femmes.
En 1891, le Congrès de la Seconde internationale réuni à Bruxelles, se prononce à la quasi-unanimité en faveur de l'émancipation politique des femmes. Au congrès socialiste des 2 et 3 avril 1893, auquel des femmes participent pour la première fois, il est décidé, sous l'influence d'Emilie Claeys, que le parti lutterait par tous les moyens pour s'opposer aux manquement envers les femmes et à leur oppression et s'engagerait pour le droit de vote des femmes et des hommes. Au sein du parti, les femmes et les hommes seront mis sur un pied d'égalité.
Emilie Claeys est la première femme élue au Conseil général du Parti ouvrier belge. Elle est fortement engagée pour la défense des ouvrières et milite pour la limitation des naissances. En 1896, elle est accusée d'adultère et écartée de la direction du parti.
Toutefois, au sein du parti, les opinions vis à vis des questions liées aux femmes divergent et, en 1901, le conseil général du Parti Ouvrier Belge suspend le mouvement pour le suffrage féminin, sous prétexte qu'il renforcerait le Parti catholique.
Isabelle Gatti de Gamond rejoint le parti à sa retraite en 1899. Elle affirme que « le socialisme est en même temps le féminisme ». Elle publie des articles engagés sur le féminisme et le socialisme dans les Cahiers féministes et d'autres journaux et anime la Ligue des femmes socialistes. Elle est la première secrétaire de la Fédération nationale des femmes socialistes, 
En 1901, la Fédération nationale des femmes socialistes est fondée. Isabelle Gatti de Gamond en est la première secrétaire, elle milite pour les droits politiques des femmes, exigeant le suffrage universel. Lala Vandervelde, bien que sans mandat, réussit à faire donner priorité au suffrage pour les hommes. Les femmes de la Fédération protestent violemment mais finissent par se résigner.

#### Le Parti catholique
Le Parti catholique est fondé en 1887. Il considère que les femmes devraient rester au foyer mais souhaite accorder une meilleure protection à celles qui travaillent à l'extérieur. En toute logique, il prône aussi un certain ordre moral et combat la prostitution, l'alcoolisme et la dépravation. Cependant, soucieux de ne pas laisser le parti socialiste seul à défendre a cause des femmes, des efforts sont entrepris et une myriade d'associations à caractère chrétien pour les femmes se forment dans tout le pays.
En 1892, J. Van Langermeersch fonde, avec quelques dames de la bourgeoisie, la Ligue des femmes chrétiennes destinée à assurer l'aide réciproque, la charité, l'instruction et la formation religieuse et les loisirs des ouvrières. À Gand, le Antisocialistischen Vrouwenbond  (Ligue des femmes anti-socialiste) est créé en 1893 (ou 1891 selon Magda Michielsens) qui défend le principe de la place des femmes au foyer. A Anvers, se développe, à partir de 1897, des mouvements d'aide aux femmes ouvrières et, en 1906, apparaissent les premières guildes paroissiales de femmes.

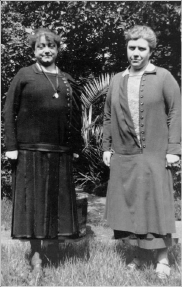
Victoire Cappe et Maria Baers.

A Liège, Victoire Cappe fonde les Ligues ouvrières féminines chrétiennes et le Syndicat de l'aiguille en 1907 et des corporations d'agricultrices sont créées pour les femmes des régions rurales.
En Flandre, le Boerenbond encourage la constitution de groupements de femmes afin de promouvoir le développement général et la formation professionnelle des femmes mais l'accent est mis sur les aspects religieux, moraux et matériels de la vie des familles d'agriculteurs. En 1911, le Boerinnenbond, syndicat des femmes mais surtout dirigé par des hommes se met en place.
A Anvers, autour de 1900, Maria Elisabeth Belpaire et Hilda Ram fondent le cercle Constance Teichmann pour promouvoir l'utilisation de la langue flamande auprès des femmes bourgeoises. Elles lui donnent une impulsion féministe et chrétienne. En 1902, Louise Van den Plas, une des militantes féministes au sein du parti catholique, cofonde le mouvement Le Féminisme chrétien.
En 1912, le Secrétariat Général des Unions Professionnelles Féminines Chrétiennes de Belgique est fondé à l'initiative de Victoire Cappe et avec l'appui du Cardinal Mercier. Avec Maria Baers, elle développe la formation professionnelle et les conditions de travail des femmes.
Les organisations poursuivant des objectifs purement féministes sont nettement minoritaires dans ce paysage et l'anti-féminisme domine. Au sein de mouvements socio-politiques, les revendications féministes sont souvent reléguées derrière les intérêts généraux du mouvement concerné malgré les efforts de femmes comme Victoire Cappe, Louise Van den Plas ou Maria Baers.

### Le suffrage des femmes
À la fin du XIXe siècle, les femmes commencent à obtenir le droit de vote dans certains pays.
En Europe, la Finlande est le premier pays à accorder le suffrage universel à tous en 1906, elle est suivie par d'autres pays (Norvège, Danemark, Pologne, Tchécoslovaquie, Autriche, Allemagne Grande Bretagne, Pays-Bas etc.)
En Belgique, le suffrage universel est instauré en 1893 mais il est encore réservé aux hommes. Pourtant, la lutte pour le droit de vote des femmes y est moins virulente qu'en Angleterre ou aux États-Unis, mais aussi moins efficace... La Ligue belge du droit des femmes met en veilleuse la revendication du droit de vote afin de ne pas provoquer d'hostilités. Le Parti ouvrier belge qui soutenait la demande, fait finalement volte face en 1902.
En 1910, les femmes obtiennent le droit de vote et d'éligibilité aux élections des Conseils de prud'hommes.
Louise Van de Plas crée en 1912 la Ligue catholique du suffrage féminin avec le soutien de Maria Elizabeth Belpaire et Cyrille Van Overbergh. Des conservateurs catholiques et des démocrates chrétiens sont en faveur du suffrage féminin, par stratégie politique.
En 1913, la Fédération belge pour le suffrage des femmes, dirigée par Jane Brigode, Elise Soyer, Louise Van den Plas et Céline Dangotte-Limbosch regroupe les différents mouvements suffragistes. Elle organise des manifestations, des pétitions  et des conférences dans tout le pays avec la collaboration du Conseil national des Femmes belges.

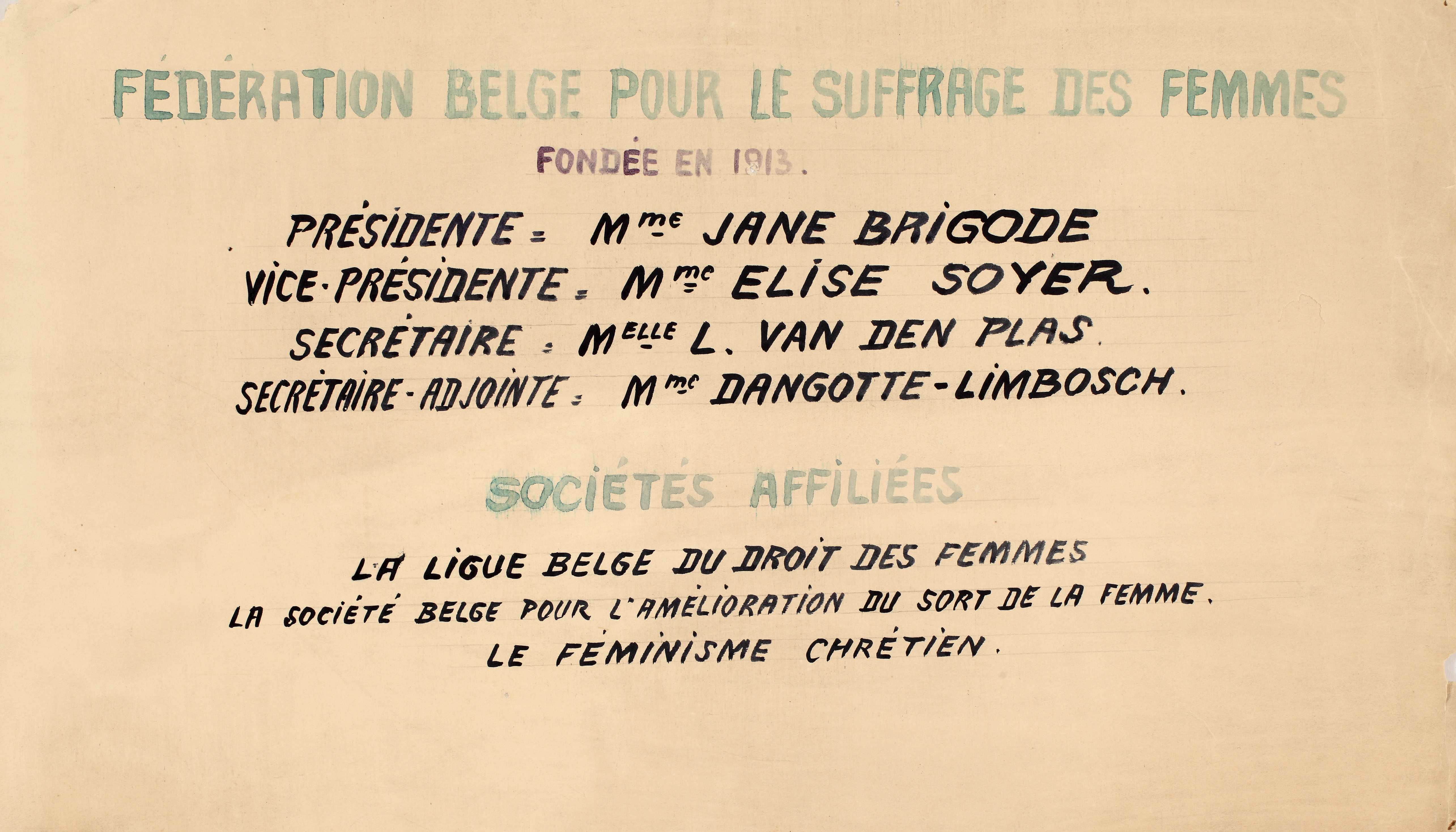
Fédération belge pour le suffrage des femmes.

#### La Première guerre mondiale
Durant la Première guerre mondiale, le mouvement féministe est ralenti au profit d'actions d'assistance et d'entraide sous l'égide de l'Union patriotique des femmes belges, sous la direction de Jane Brigode et Louise Van den Plas. Les femmes se mobilisent au front, dans les hôpitaux et à l'arrière où elles organisent l'aide humanitaire.
En conséquence, le travail social et les soins infirmiers deviennent, après l'enseignement, les secteurs professionnels privilégiés pour les femmes. En 1920, la Katholieke Sociale school voor vrouwen met en place des instituts de formation d'assistantes sociales.

#### Entre deux guerres
Le rôle des femmes durant la Première guerre mondiale leur vaut tout de même une certaine reconnaissance, notamment dans l'attribution d'un droit de vote limité. Dans son discours du trône du 22 novembre 1918, le Roi Albert proclame : « L'égalité dans la souffrance et la persévérance pendant l'occupation et au front a également suscité une égalité dans les droits politiques. ».
De 1919 à 1921, de nombreux petits pas sont faits vers le droit de vote, sans toutefois aller jusqu'au bout et moyennant de longues négociations entre les trois partis traditionnels du pays. Les socialistes réclament le suffrage universel masculin et les catholiques imposent en contrepartie le suffrage communal des femmes.
L'article 2 de la loi du 9 mai 1919 accorde le droit de vote, pour la Chambre et le Sénat, aux veuves non remariées des militaires et des victimes de la guerre ainsi qu'aux citoyens tués par l'ennemi ou, à leur défaut, aux mères de ces victimes et aux femmes condamnées à la prison pendant la guerre pour des motifs d'ordre patriotique. Le 16 novembre 1919 ont lieu les premières élections auxquelles les femmes concernées peuvent participer.
La révision de la constitution de 1920 accorde le suffrage universel aux hommes et prévoit la possibilité de l'accorder aux femmes moyennant l'adoption d'une loi à la majorité des deux tiers .
La loi du 15 avril 1920 accorde le droit de vote à toutes les femmes aux élections communales et provinciales sous les mêmes conditions que celles imposées aux hommes. Elles doivent donc être âgées de plus de 21 ans, habiter depuis au moins 6 mois dans la commune et être citoyennes belges.
La loi du 19 février 1921 accorde aux femmes le droit d'être élues au sein du conseil communal. Aux élections communales suivantes, le 24 avril 1921, 181 conseillères communales sont élues. Ce nombre stagne ensuite puisqu'en 1938, elles ne sont toujours que 208.
La loi du 27 août 1921 leur donne le droit d'exercer les fonctions de bourgmestres, échevin, secrétaire communale et receveur, avec toutefois l'accord de leur époux pour les femmes mariées. Quatre femmes sont alors élues bourgmestres.

##### Les femmes élues au Parlement
Paradoxalement, les femmes qui n'ont pas le droit de suffrage, sont éligibles à la Chambre (1920) et au Sénat (loi de 15 octobre 1921) ainsi qu'au Conseil provincial. Plusieurs femmes sont donc élues ou cooptées (pour le Sénat) : Marie Spaak-Janson est la première femme membre du Sénat, cooptée pour le Parti ouvrier belge, et Lucie Dejardin, la première élue à la Chambre. Maria Baers, Alice Degeer-Adère et Odila Maréchal-Van den Berghe les suivent quelques années plus tard.
Les femmes élues au Parlement défendent les droits des femmes à l'égalité. Isabelle Blume-Grégoire s'attaque à la violence contre les femmes et les enfants et demande la suppression de la réglementation contre la prostitution. Maria Baers veut améliorer les conditions de travail des ouvrières et leur formation professionnelle. Elle est à l'origine de la protection légale du titre d'assistant social (1945).
Cependant les élues ne se mobilisent pas tout de suite pour le suffrage féminin aux élections législatives. La première proposition de loi dans ce sens sera déposée en 1939.

### Émancipation socio-économique
Au XIXe siècle, les femmes reçoivent peu ou pas d'éducation. Elles vivent sous la tutelle d'un homme ou travaillent dans des fermes ou à domicile, ou, plus tard, dans des usines avec des salaires trop bas pour pouvoir subvenir seules à leurs besoins. En raison de leur  absence de formation ou parce que leur formation est inadaptée au marché du travail ou encore en raison de restrictions juridiques, elles n'ont accès qu'à un nombre limité de métiers et peuvent difficilement  vivre sans être mariées. Pour remédier à cette situation, deux point de vue s'opposent. Les uns veulent améliorer les conditions de travail des femmes et des enfants, les autres veulent tout simplement interdire le travail des femmes. Dans les deux cas, les femmes ne sont pas admises à s'exprimer. Ce qui ne les empêche pas de participer aux actions ouvrières. Lors de la grève des mineurs du bassin de Charleroi elles sont désignées comme étant les instigatrices. Cinq femmes sont d'ailleurs renvoyées devant la Cour d'Assises de Mons, qui les acquitte le 17 septembre 1868.
En 1872, Marie Mineur et Hubertine Ruwette créent une section féminine de l'Association internationale des travailleurs. Cette section survit à la dissolution de la Première internationale.
Les femmes sont à nouveau fortement impliquées dans les mouvements sociaux du printemps 1886. Face aux conditions de travail déplorables, à la baisse des salaires et à la misère ouvrière, les travailleurs manifestent, parfois violemment. des groupes de femmes les accompagnent : « Il y avait des femmes, de véritables furies, de ces figures qu'on ne s'imaginerait pas pouvoir exister et qui sortent on ne sait d'où. ».
Le 15 décembre 1889, une des premières loi visant à protéger le travail est adoptée par le gouvernement catholique d'Auguste Beernaerts. Elle réglemente le travail des enfants et établit une distinction entre les garçons et les filles, de sorte que, indirectement, elle concerne les jeunes femmes. La loi interdit le travail en usine pour les enfants de moins de 12 ans, limite à douze heures par jour le travail des garçons de 12 à 16 ans et des filles de 12 à 21 ans, interdit le travail  de nuit pour les garçons de moins de 16 ans et les filles de moins de 21 ans, interdit le travail souterrain pour les filles de moins de 21 ans. Elle prévoit également un congé d'accouchement de quatre semaines, non rémunéré.
Les différences de traitement entre les hommes et les femmes que cette loi introduit, même si elle est limitée aux enfants et aux adolescents présente un risque de renforcer encore les discriminations envers les femmes. « La loi de protection, telle qu'on l'applique aux enfants, aggrave le sort de l'ouvrière car elle approfondit le précipice qui sépare les travailleurs en deux peuples distincts. La protection particulière des enfants les amène à l'école, la protection particulière de la femme resserre le champ potentiel de son travail. »(Isabelle Gatti de Gamond).
Pendant la Première guerre mondiale, les rapports sociaux ont évolué, le brassage de classes sociales étant plus important, ainsi que les rapports entre les hommes et les femmes, y compris au sein de la famille. Les hommes ont été davantage présents au foyer en raison du chômage qui sévissait en Belgique, contrairement à d'autres pays européens, et les femmes ont acquis une certaine autonomie. Si elles n'ont pas été davantage mises au travail, elles se sont fortement impliquées dans les mouvements caritatifs et sociaux. Elles ont pris en main l'aide alimentaire, l'assistance aux prisonniers, les bureaux de placement pour les chômeurs et l'aide médicale. Plusieurs d'entre elles se sont engagées dans la lutte contre l'occupant. Gabrielle Petit, Edith Cavell, Louise Derache sont le plus connues des nombreuses femmes qui ont payé de leur vie leur engagement. Il est difficile de mesurer l'impact de cette situation sur l'évolution de la situation des femmes mais elles sont davantage soucieuses de la formation professionnelles de leurs filles afin qu'elles soient préparées à de possibles nouvelles crises et pour leur permettre d'être indépendantes. Le travail rémunéré, qui était une obligation pour les femmes des classes populaires, le devient aussi dans d’autres couches sociales, particulièrement dans l’ensemble des classes moyennes,.
Curieusement, le taux d’activité féminine dans la population active est en constante diminution de 1910 (31%) à 1930 (26%), à la différence des autres pays belligérants, excepté les Pays-Bas où ce taux est encore plus faible (23 % en 1920). Eliane Gubin estime que cet effondrement de l’activité féminine relève certainement d'une mauvaise prise en compte de l'activité féminines par les études macro-économiques.
L'après Première guerre mondiale marque aussi le début de l'industrialisation. Le travail à domicile se fait plus rare et les femmes sont amenées à travailler en usine ou en atelier, ou encore dans les bureaux et magasins. Cette évolution est accompagnée de nouvelles mesures en faveur de l'égalité des femmes :
- En 1919, elles sont admises comme déléguées au Conseil supérieur du travail.
- En 1921, l'égalité des échelles de traitement est introduite dans l'enseignement, premier pas vers l'égalité de rémunération.
- En 1922, les femmes sont admises au barreau.
- En 1925, les écoles moyennes de l'état pour filles deviennent des lycées à part entière
- En 1927 et 1932, deux lois viennent assouplir l'incapacité civile des femmes mariées[5] mais n'en modifient pas fondamentalement la philosophie générale[29].

De nouvelles associations féministes se créent comme le Groupement belge pour l’Affranchissement de la Femme en 1928 et la section belge de l’Open Door International en 1931. Par leur position résolument féministe et leur défense prioritaire du travail féminin, elles contrastent avec les associations féminines qui se développent dans le sillage des partis, comme les Femmes prévoyantes socialistes, mouvement créé en 1922, qui s'engage davantage dans les thèmes sociaux comme l'éducation des femmes ou la protection de la maternité que dans les revendications professionnelles.
Malheureusement le contexte de crise économique et politique freine l’avancée des droits économiques, civils et politiques des femmes et remet en cause les droits acquis. Le mouvement féministe et le mouvement ouvrier chrétien s'opposent de plus en plus à l'activité professionnelle des femmes mariées. Même Maria Baers estime que maternité et travail sont incompatibles : « le droit au travail de la femme mariée est limité par les devoirs qu’elle a vis-à-vis de ses enfants ».

## De 1930 à 1960

### Invisibilité politique et sociale des femmes
En 1930, la Belgique célèbre ses cent ans d'existence et publie une brochure en 12 fascicules sur sa courte histoire. Aucun article n'est écrit par une femme et aucun article ne traite des femmes. Magda Michielsens note qu'elles n'apparaissent que dans les annonces publicitaires.
L'acquisition du suffrage universel par les femmes le 27 mars 1948 est l'événement majeur du mouvement des femmes durant cette période.

### Le suffrage universel et participation à la vie politique
La loi du 27 mars 1948 accorde enfin le droit de vote aux femmes mais leur participation politique reste modeste. Le 26 juin 1949, les femmes peuvent, pour la première fois, participer à une élection législative, sans que cela entraîne de différences dans les résultats des élections, comme certains le craignaient.
Entre 1949 et 1971, les femmes parlementaires représentent entre deux et quatre pour cent des députés. Les femmes, continuent à frayer leur chemin au sein des partis politiques et obtiennent progressivement des postes dans les gouvernements.
Marguerite De Riemacker-Legot est la première femme à faire partie du gouvernement en 1965. Elle est ministre de la famille et du logement. Maria Verlackt et Irène Pétry seront ensuite Secrétaires d'état.

### Persistance des discriminations
Si l’introduction de la sécurité sociale obligatoire en 1944 améliore la situation sociale de tous, y compris les femmes, celles-ci font toujours face à des mesures discriminatoires.
L'arrêté du 26 mai 1945 limite leurs droits aux allocations de chômage. La réglementation générale du chômage est réformée en 1963 mais la discrimination subsiste. Une femme cheffe de famille reçoit une allocation nettement inférieure à celle des chefs de famille masculins et même à celle des hommes majeurs non mariés.
La loi du  30 avril 1958, proclame l'égalité juridique entre les hommes et les femmes mais l'homme est toujours administrateur des biens de la communauté et aussi des biens personnels de son épouse. En cas de désaccord au sujet des enfants, c'est l'autorité du père qui prédomine.

### L'emploi des femmes
Le taux d'activité des femmes augmente régulièrement à partir de 1945. Elles sont surtout présentes dans les métiers considérés comme « féminins » et dans les emplois sans qualification, précaires et mal rémunérés. Les mentalités peinent à évoluer. Une enquête de l'Université de Louvain en 1956 révèle que 50% des personnes, hommes et femmes, ayant suivi des études secondaires et supérieures déclarent être opposées au travail des femmes. Seulement 38% des femmes considère qu'il est normal pour une mère de famille de travailler à l'extérieur. Le travail des femmes ne se justifie que comme complément à un salaire insuffisant de leur mari et c'est encore mieux si elles peuvent l'exercer à leur domicile.
Bien que le cadre légal international, que la Belgique a approuvé, exige l'égalité des rémunérations entre les hommes et les femmes (Convention n° 100 de l'Organisation Internationale du travail, article 119 du Traité de Rome instituant la Communauté économique européenne, l'écart entre les échelles barémiques des deux sexes atteint ou dépasse les vingt pour cent.
Par ailleurs, les femmes assument le plus clair des tâches familiales, ce qui entraîne de nouvelles discriminations et des retards de carrières. Il est d'ailleurs légal qu'un contrat de travail exige la démission de la femme en cas de mariage ou de maternité. Il n'est dès lors pas étonnant que de nombreuses femmes modèrent d'elles-mêmes leurs ambitions professionnelles.
Afin de défendre leurs droits, les femmes investissent les syndicats qui adaptent leurs structures pour prendre en compte leurs demandes.
L' Algemeen Christelijk Vakverbond (A.C.V. ou Confédération des syndicats chrétiens, CSC) crée un service syndical féminin sous la direction de Maria Nagels afin de sensibiliser et former les militantes pour les intégrer dans les organes de direction mais aussi pour en faire de meilleures consommatrices et gestionnaires familiales. À partir de 1953, le service syndical chrétien revendique l'égalité de traitement des femmes dans le régime du chômage et mène des campagnes pour l'égalité de rémunération.
La Fédération Générale du Travail de Belgique (FGTB, syndicat de tendance socialiste) crée une Commission du travail des femmes en 1965 pour dynamiser son action en faveur des travailleuses et s'associe à la revendication de la CSC sur l'égalité de rémunération.

#### La grève de la Fabrique Nationale en 1966
Le 16 février 1966, plus de 3 000 travailleuses de l'usine Fabrique Nationale (FN) à Herstal se mettent en grève pour demander l'égalité de rémunération, sur base de l'article 119 du Traité instituant une Communauté économique européenne. La grève est spontanée, elle est lancée par trois ouvrières ayant suivi une formation donnée par l'avocate Éliane Vogel-Polsky qui explique le contenu et les implications de l'article 119. Comme elles n'ont pas suivi les règles de préavis, les ouvrières ne sont pas payées durant leur rébellion mais une caisse de grève leur permet de poursuivre la grève jusqu’au 10 mai. Elles obtiennent le soutien des syndicats au cours du mouvement.
Ce mouvement social entraîne une forte solidarité des organisations féminines en Belgique et prend même une dimension internationale puisque sept mille femmes de six états membre de la Communauté économique européenne viennent les soutenir sur place, unies derrière le slogan « A travail égal, salaire égal ».
Si le succès de cette action est limité – les femmes n'ayant obtenu qu'une faible augmentation salariale -, elle a fait de l'article 119 du Traité de Rome une arme de revendication pour l'égalité entre hommes et femmes. Dès ses débuts, l'Europe est donc un moteur de l'égalité entre les hommes et les femmes.
Le mouvement de la FN  entraîne également une dynamisation de l'action syndicale pour les femmes :
- Un service syndical féminin francophone est créé au sein de l'ACV/CSC, avec son magazine propre « Femmes au travail » ;
- La FGTB proclame la Charte des droits de la femme au travail dans laquelle elle expose différentes revendications dont l'égalité de rémunération ;
- La CSC publie en octobre 1968 le « Statut de la travailleuse » où elle proclame les droits et les besoins des femmes comme travailleuses et citoyennes.

La législation apporte également quelques améliorations : 
- Le 24 octobre 1967, un arrêté royal, plus tard intégré dans une loi du 16 mars 1971, donne aux travailleuses la possibilité d'ester en justice pour exiger l'application de l'égalité de rémunération ;
- La loi du 13 novembre 1969 rend illégales les clauses permettant le licenciement des femmes en cas de mariage ou de maternité ;
- Le 10 octobre 1971, un arrêté royal introduit le principe de l'égalité de traitement dans le régime du chômage[5].

## La deuxième vague féministe (1960-1970)
La notion de « deuxième vague de féminisme » est popularisée par Kate Millett dans les années 1970 pour distinguer (tout en les reliant) la période de renaissance des actions féministes à partir des années 1960 du mouvement précédent qui a commencé à la fin du XIXe siècle puis s'est un peu essoufflé après les années 1930 et l'acquisition du droit de vote.

### La contraception et l'avortement
Les idées et pratiques de la régulation des naissances s'affirment progressivement.

#### La contraception
Deux centres de planning familiaux et d'éducation sexuelle sont ouverts en Flandre dès 1955 et, en 1962, le centre de planning familial « La famille heureuse » s'ouvre à Saint Josse-ten-Noode. Ces centres militent pour la légalisation des contraceptifs. Un arrêté royal du 17 avril 1960 permet l'agrément et l'octroi de subventions aux centres de planning familial. La vente des moyens contraceptifs n'est pas interdite mais il est interdit de diffuser des informations à ce sujet en vertu d'une loi de 1923.
En 1971, le mouvement Dolle Mina distribue des pilules contraceptives dans les rues d'Anvers.
La légalisation de l'information sur les moyens de contraception est adoptée en 1973, après un long combat. Pouvoir maîtriser sa fécondité, ne plus subir des maternités non désirées, permet aux femmes d'avoir une sexualité plus épanouie et de se projeter dans la vie de façon plus libre.

#### L'avortement
L'avortement se pratique dans la clandestinité. Les femmes se débrouillent, ont recours à des faiseuses d'anges ou, plus exceptionnellement à un médecin compatissant. En 1960, un groupe de médecins et de juristes crée l'Association belge pour la dépénalisation de l'avortement. La légalisation de l'avortement (« Baas in eigen buik! », littéralement, « chef dans mon ventre ») est aussi la principale revendication de Dolle Mina. Une de leur militante, Anne Léger, est d'ailleurs arrêtée pour avoir eu en sa possession 150 brochures sur la contraception qui mentionnaient deux adresses de cliniques d'avortement aux Pays-Bas. Elle est finalement acquittée. Le mouvement Marie Mineur organise une action de sensibilisation en 1971 à l'occasion de la Journée internationale de l'avortement. Six d'entre elles sont arrêtées par la police. Marie Mineur crée SOS avortement, le premier réseau d'entraide et les Dolle Mina organisent en Flandre un réseau vers les Pays-Bas.
À partir des années 1970, la loi interdisant l'avortement n'est plus appliquée strictement, mais le 16 janvier 1973, le docteur Willy Peers, un gynécologue-obstétricien de Namur, accusé d'avoir pratiqué des centaines d'avortement, est arrêté. Un vaste mouvement de protestation se met en place : déclarations, comités de soutien et manifestations demandent sa libération et la légalisation de l'avortement.

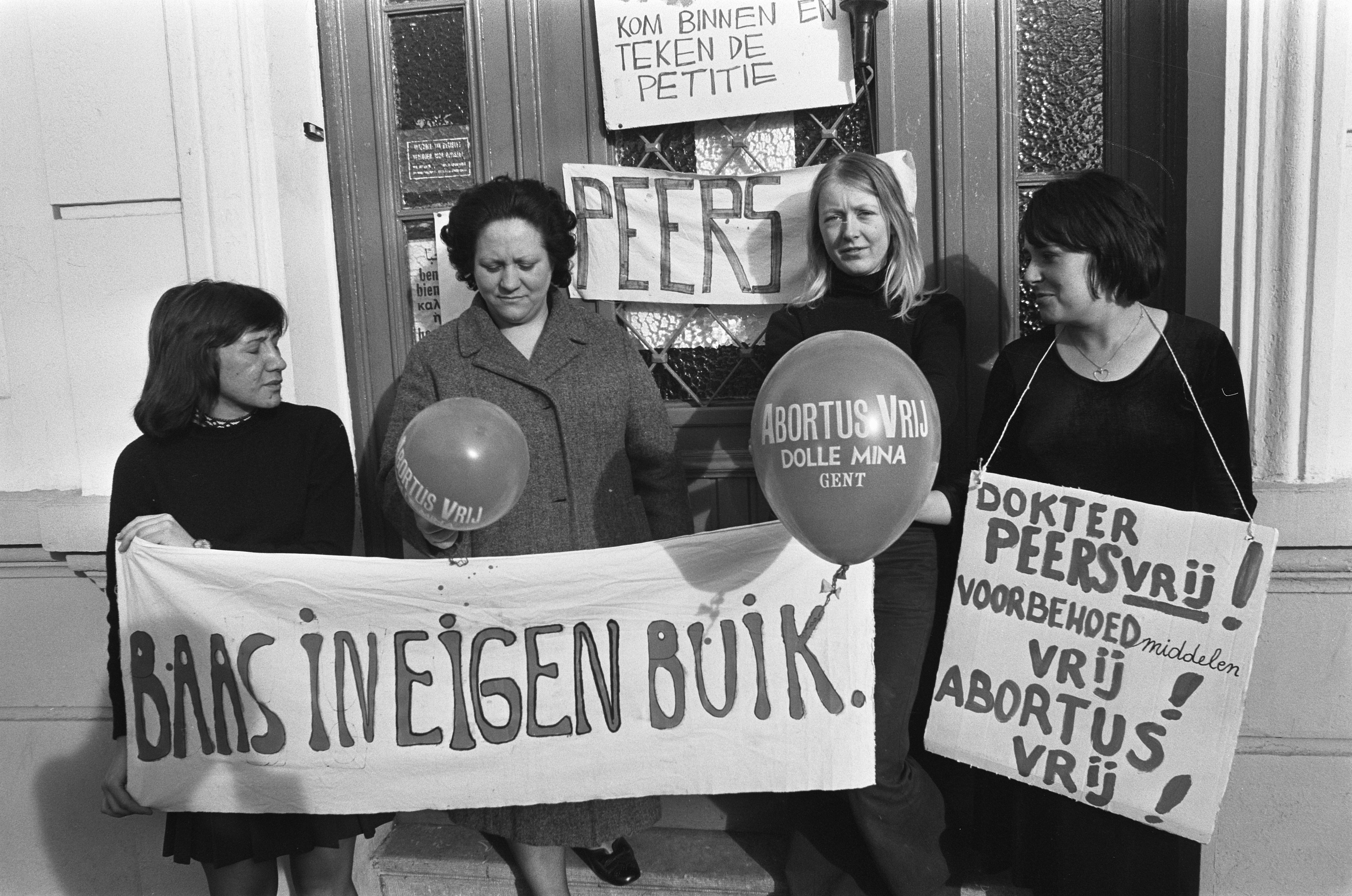
Manifestation de Dolle Mina pour la libération du docteur Peers.

Une commission d'éthique est créée et les poursuites judiciaires sont interrompues. Les mouvements de femmes ne sont pas représentées dans cette Commission. Les femmes qui y siègent sont des expertes, pas des féministes. La Commission d'éthique ne parvient pas à un compromis. Les poursuites judiciaires reprennent en 1978 et des procès ont lieu.
Les organisations féministes recommencent à s'activer et la journée des femmes de 1976 est entièrement consacrée à l'avortement. Une manifestation a lieu chaque année au mois de mars en faveur de l'avortement. Le 5 mars 1977, 7000 personnes y participent.
Pendant cette période s'ouvrent les premiers centres extra-hospitaliers qui pratiquent ouvertement des interruptions de grossesse.
La légalisation de l'interruption volontaire de grossesse ne se fera cependant pas avant une trentaine d'années,.

### Les nouvelles organisations féministes
En 1970, Le Women's Liberation Movement voit le jour aux États-Unis et, en Belgique aussi des groupes de pression féministes plus radicaux se constituent et passent à l'action.
Les Dolle Mina, issues du mouvement néerlandais du même nom, sont actives un peu partout en Flandre et à Bruxelles. Elles déploient des actions ludiques et médiatiques pour revendiquer des crèches, des formations, et le droit à la contraception et l'avortement. Du côté francophone, Marie Mineur emboîte le pas.
Le premier groupe « Pluralistische Aktiegroepen voor gelijke rechten voor man en vrouw »  (Groupe d'action pluraliste pour l'égalité des chances, PAG) est créé à Bruges fin 1969 - début 1970. Moins provocant que Dolle Mina, il accueille des femmes de toutes opinions politiques. ALes deux orgaisations forment le noyau du mouvement féministe en Flandre de cette époque.
Les organisations féministes de toutes parts du pays organisent conjointement, sous l'impulsion de Lily Boeykens, la première « Journée  de la Femme » le 11 novembre 1972 avec la participation de Simone de Beauvoir, Germaine Greer et Joke Kool- Smit.
En 1976, Bruxelles accueille le Tribunal international des crimes contre les femmes. Parmi les organisatrices, on retrouve la sociologue américaine Diana E. H. Russell et la journaliste belge Nicole Van de Ven, co-autrices de l'ouvrage The proceedings of the International Tribunal on Crimes against Women. Près de 2000 femmes auraient participé à l'événement, venues de tous les continents.

### Les femmes et les partis politique
L'accès des femmes au suffrage n'a pas résolu la question de leur représentation au Parlement. A la fin des années 1960, seulement 3% des élus sont des femmes. Ce n'est qu'au début des années 1970 qu'une revendication émerge pour une meilleure représentation politique.

#### Votez femme
A l'occasion des élections législatives de 1974, la campagne  « Votez pour une femme », menée par les organisations féministes, remporte un certain succès. Pourtant, certaines femmes doutent de l'efficacité du vote préférentiel pour une candidate, les organisations traditionnelles de femmes socialistes et les groupes féministes d'extrême gauche conseillent à leurs membres et sympathisantes de voter à gauche avant de voter femme.
Quoi qu'il en soit, ces élections de 1974 voient 26 femmes entrer au Parlement, soit deux fois plus que pour la législature précédente.
Le Nederlandstalige Vrouwenraad (Conseil des femmes néerlandophones, NVR) relance une campagne « Votez femme » pour les élections nationales du 8 novembre 1981 en l'adaptant à la diversité des partis. Lors des élections législatives de 1985 et 1987, les organisations de femmes ne mènent pas de campagne médiatisée au niveau national. Mais le slogan "Votez femme" fait son chemin dans les différents partis politiques.
Après les pionnières de années 1960, les femmes renforcent leur présence dans les gouvernements. En 1973-1974, Marie Verlackt-Gevaert est secrétaire d'état à la famille, en 1974-1979, Rika De Backer-Van Ocke est ministre de la culture flamande et présidente de l'exécutif flamand, en 1979-1980, Lydia De Pauw-Deveen est secrétaire d'état aux affaires bruxelloises. Antoinette Spaak, Marijke Van Hemeldock, Miet Smet, Paula D'Hondt, Annemie Neyts, Lucienne Herman-Michielsens ou Anne-Marie Lizin sont d'autres figures politiques féminines notables qui ont commencé leur carrière à cette époque et contribué au changement des mentalités.

#### Les partis de femmes
Le Parti féministe unifié-Verenigde feministische Partij, premier parti de femmes, créé en 1972 par Nina Ariel, Claire Bihin et Adèle Hauwel en réaction au manque d'ouverture des partis traditionnels présente une liste aux élections législatives de 1974. Il divise le mouvement des femmes, certaines y voyant une ségrégation. Le parti féministe n'obtient cependant qu'un faible résultat et aucune élue. Un autre parti de femmes, Evenwaardigheid voor Allen (Egalité pour tous, EVA) obtient deux sièges aux élections communales de 1988, à Lierre. C'est le seul parti féminin à avoir eu un peu de succès.

### La recherche féministe
Le monde scientifique ne s'intéresse guère aux sujets relatifs aux femmes, peu d'études et de recherches sont faites dans ce domaine. Elles vont prendre les choses en main pour écrire leur histoire. Des publications scientifiques, des centres de documentation et d'archives sont créés dans la seconde moitié des années 1970.
Ensemble aussi elles publient « Het rode boekje van de vrouw – Le petit livre rouge des femmes »  en 1972. Ce recueil où les femmes, collectivement, analysent leur situation et expriment leurs souhaits et aspirations rencontre un vif succès avec 15 000 exemplaires vendus.
Le Vrouwen Overleg Komitee (Comité de consultation des femmes) lancé par des femmes du comité de rédaction du magazine progressiste De nieuwe maand  et qui rassemble des féministes progressistes de diverses organisations et groupes pour consultation, effectue des analyses, influence l'opinion et la politique et organise, chaque année, la journée de la femme.
En 1977, le collectif Lef publie des manuels thématiques à caractère scientifique sur des sujets d'intérêt pour les femmes.
En Belgique francophone, la parution du périodique Les Cahiers du Grif, revue thématique sur les femmes et le genre fondé par Françoise Collin au sein du Groupe de recherche et d'information féministes à Bruxelles, commence en 1973. Le premier numéro s'intitule " Le féminisme, pourquoi faire ? ". Il mène quelques années plus tard, en 1978, à la création de l'Université des femmes dont le but est de « Fonder scientifiquement les revendications du mouvement féministe de la deuxième vague ».
Deux magazines d'inspiration féministe voient le jour vers la fin de la deuxième vague féministe. Le mensuel néerlandophone Lilith est publié de 1980 à 1987 par le Vrouwen Overleg Komitee (comité consultatif des femmes, maintenant Furia). Brigitte Raskin, Miet Smet, Hilde Uytterhoeven, Marijke van Hemeldonck et Monika van Paemel en sont les principales collaboratrices. Voyelles, mensuel francophone fondé par  Marie Denis, Suzanne Van Rokeghem et Jeanne Vercheval, paraît de 1979 à 1982 (33 numéros). Malgré leur succès, tous deux rencontrent des difficultés financières et doivent cesser leur parution.
En 1978, est fondé RoSa (Rol en Samenleving, rôle et cohabitation), centre de documentation flamand pour le mouvement féministe.
Les études de genre et les études féministes sont désormais présentes dans la plupart des universités.

## Après 1980, la troisième vague féministe?

### Les institutions
Afin d'accompagner la route vers l'égalité et d'aider à lutter contre les discriminations, un certain nombre d'institutions publiques sont créées.
Le Conseil de l'égalité des chances entre hommes et femmes, organe consultatif fédéral créé par l'arrêté royal du 15 février 1993, a pour mission de réaliser l'égalité de fait entre les hommes et les femmes et à éliminer les discriminations de genre directes et indirectes. Il succède à la Commission du Travail des Femmes créée en 1975 et au Conseil de l'émancipation fondé en 1986 et reprend les compétences de ces organes.
En décembre 2002, et créé l'Institut pour l'égalité des femmes et des hommes. Cette institution publique fédérale a pour mission de garantir et de promouvoir l'égalité des femmes et des hommes, de combattre toute forme de discrimination ou d'inégalité fondée sur le sexe. Pour ce faire, il peut mener des études, adresser des recommandations au gouvernement, soutenir les associations du secteur, aider et informer les particuliers et agir en justice.

### La politique
Malgré des progrès significatifs, la parité est loin d'être atteinte dans le monde politique. Lors des élections communales du 9 octobre 1988, le nouveau Secrétariat d’État à l'environnement et à l’émancipation sociale lance une campagne appelant à voter pour « plus d'équilibre », introduisant ainsi l'idée de démocratie paritaire avec une représentation de 50% de femmes en politique. Aux élections suivantes, le 24 novembre 1991, les organisations de femmes reviennent à la traditionnelle campagne nationale « Votez femme ».
En 1982, Paula d'Hondt dépose, sans succès, une proposition de loi visant à garantir aux femmes un quart des places sur les listes électorales communales. En 1994, la loi Smet-Tobback introduit des quotas dans les listes électorales dans le but d'améliorer la participation politique des femmes. Une liste électorale ne peut comporter plus de deux tiers de candidats du même sexe. Le résultat des élections de 1999 montre cependant que la loi n'a pas permis de réaliser l'équilibre escompté mais elle est le point de départ d'autres tentatives législatives visant à une participation équilibrée des femmes et des hommes à la vie politique. En 2003, une nouvelle loi impose que les deux premiers candidats d'une liste soient de sexe différent. Le nombre d'élues à la Chambre passe alors de 19,3% en 1999 à 34,7% en 2003. Au Sénat, elles représentent 37,5% des élus.

### La diversité culturelle
Avant 1974, le féminisme et la société en général, ne s'intéressent guère aux femmes migrantes. Elles travaillent peu et le cas échéant, souvent dans le secteur domestique.
Les femmes autochtones, qui ont durant des années eu à lutter contre l'inertie ou l'opposition des traditions religieuses – majoritairement catholiques-, sont méfiantes vis à vis des nouveaux arrivants, essentiellement les musulmans, soupçonnés de ne pas intégrer la notion d’égalité homme-femme.
Sous prétexte de défendre l'émancipation des femmes et de lutter contre les mariages forcés, mariages blancs ou autres menaces, le gouvernement, en Belgique, comme ailleurs en Europe, restreint les droits des étrangers. Le Comité des Nations unies pour l’élimination de la discrimination à l’égard des femmes (Cedaw), dans son rapport de 2008 consacré à la Belgique, constate que la situation des femmes vulnérables (immigrantes, issues des minorités ethniques ou religieuses, demandeuses d’asile ...) est préoccupante. Il s’inquiète notamment de l’interdiction du port du foulard dans les écoles, ce qui, dit-il, « peut accroître la discrimination dont font l'objet les filles appartenant à des minorités ethniques ou religieuses et peut faire obstacle à l'égalité d'accès à l'éducation pour ce qui les concerne. ». La conciliation des droits des femmes et du respect des traditions culturelles et religieuses divise les mouvements féministes. Les inégalités de traitement, autrefois justifiées par la biologie, le sont parfois, aujourd'hui, par la culture ou la religion. Si certains mettent en question le libre arbitre des femmes, d'autres ne veulent pas imposer leurs propres règles ou modèles culturels à des femmes qui souhaitent suivre d'autres traditions.
Malgré des avancées comme la reconnaissance des crimes contre les femmes – violences sexuelles, violences conjugales et domestiques, mutilations génitales...- dans la procédure d'asile, le Cedaw relève que les demandeuses d'asile rencontrent plus de difficultés que les hommes pour faire reconnaître leurs droits en Belgique. Il s'inquiète également du manque de protection des victimes de la traite des femmes.

### Emploi
Le travail (rémunéré) des femmes, qui garantit son indépendance économique, est un élément clé de leur émancipation. A la fin de l'année 2020, le taux d'emploi des femmes est de 66,2 et celui des hommes 74,2. Le taux d'emploi des femmes de 25 à 49 ans diminue fortement avec le nombre d'enfants. Très proche de celui des hommes lorsqu'il n'y a pas d'enfant (79% contre 80%), il passe à 61% contre 86% lorsqu'elles ont trois enfants ou plus. Elles sont, globalement, 43,6% à travailler à temps partiel, contre 11,8% des hommes.
Des problèmes subsistent :
- La combinaison des obligations professionnelles et des obligations familiales pèse encore lourdement sur les femmes, même si les conditions de vie et le recours au travail à temps partiel rend la tâche moins pesante[2].

- Les femmes restent sous représentées dans les postes à responsabilité, ce qui a des conséquences sur leurs rémunérations et leur poids dans les prises de décision. Le rapport européen de 2020 sur l'indice d'égalité de genre, montre qu'en Belgique les femmes occupent seulement un tiers des postes dans les conseils d'administration[45],[46].

- L'écart salarial subsiste malgré les mesures législatives nationales et internationales. En 2018, le salaire horaire des femmes est encore de 6% inférieur à celui des hommes. L'écart était de 10,2% en 2010, ce qui représente une réduction plus rapide que la moyenne européenne[47]. Si on ne tient pas compte des corrections liées au temps de travail – les femmes travaillent plus souvent à temps partiel - , l'écart est de 23,7% en 2017, tous secteurs confondus. Il est deux fois plus important chez les ouvriers, ce qui s'explique par un recours beaucoup plus important au travail à temps partiel par les ouvrières[48]. Par ailleurs le temps partiel, le crédit-temps et les interruptions de carrières sont majoritairement utilisés par les femmes et ont comme conséquence, des carrières plus courtes, un nombre plus réduit d'années de travail et des pensions plus faibles[2].

### L'enseignement
Les femmes réussissent plutôt bien à l'école. En Belgique, en 2019, 55,2 % des femmes âgées de 30 à 34 ans sont titulaires d’un diplôme de l’enseignement supérieur, contre 39,8 % des hommes de la même tranche d’âge. Elles ont cependant tendance à s'orienter dans des filières traditionnellement « féminines », plus que dans les voies scientifiques et techniques.

### L'avortement
La bataille pour la libéralisation de l'avortement en Belgique a été longue et pénible.
Une première proposition de loi en 1986 (Roger Lallemand - Lucienne Hermann-Michielsens) est abandonnée à la suite de la chute du gouvernement. Une deuxième proposition des mêmes auteurs, plus restrictive quant au délai, est déposée en 1989.
Ce n'est que le 3 avril 1990, que cette proposition devient la loi sur l'interruption de grossesse. Elle autorise l'avortement jusqu'à la douzième semaine de grossesse sous certaines conditions, comme l'état de nécessité, une information sur les alternatives et  un délai de réflexion de six jours. Il faudra encore attendre 1991 pour qu'elle entre en application
Cette loi ne prévoit pas une légalisation totale de l'avortement et ne le supprime pas du code pénal. Le mouvement féministe est tout de même satisfait de la loi.
Le Roi Baudouin Ier se déclare, pour l'occasion, dans l'impossibilité de régner, afin de ne pas avoir à signer cette loi qui va à l'encontre de ses convictions religieuses. C'est donc le Conseil des ministres qui exerce ses prérogatives constitutionnelles et la loi est signée par tous les ministres.
La loi sur l'interruption volontaire de grossesse est modifiée en octobre 2018 mais de nombreuses demandes ne sont pas encore prises en compte, comme l’allongement du délai de grossesse, la suppression du délai de réflexion de 6 jours et des peines de prison dont restent menacés les femmes et les médecins et la dépénalisation totale. Une nouvelle proposition allant dans ce sens fait l'objet d'âpres discussions depuis 2020.

### Les violences contre les femmes
Déjà en 1976, le Tribunal international des crimes contre les femmes qui se tient alors à Bruxelles, attire l'attention sur les violences faites aux femmes. Un demi-siècle plus tard, le problème reste toujours d'actualité.
En 2018, une étude de l'association Vie féminine indique que 98 % des femmes sont victimes de harcèlement dans les lieux publics. Un sondage, réalisé en 2014 par Amnesty International, montre que près d’un quart des femmes interrogées ont été victimes de viol conjugal et 13 % de viol en dehors du couple. Un rapport de l'Agence européenne des droits fondamentaux indique que 60% des femmes en Belgique ont été victimes de harcèlement sexuel.
À partir de 1980, le cade législatif destiné à combattre cette violence se renforce : loi du 4 juillet 1989 condamnant le viol entre conjoints, loi du 24 novembre 1997 visant à combattre la violence au sein du couple, loi du 28 janvier 2003 visant à l’attribution du logement familial au conjoint ou au cohabitant légal victime de violence perpétrée par son partenaire, complétée par la loi du 15 mai 2012 prévoyant un éloignement du domicile familial pour prévenir les actes de violence.
Depuis 2001, la Belgique renforce sa politique de lutte contre les violences conjugales au moyen d’un Plan d’Action National (PAN) contre toutes les formes de violence basées sur le genre conjugale dont la coordination et sa rédaction sont confiées tous les 5 ans à l'Institut pour l’Égalité des Femmes et des Hommes. Les institutions francophones (Fédération Wallonie Bruxelles, Commission Communautaire Française (COCOF) et Région Wallonne adoptent un Plan intra-francophone 2015-2019 de lutte contre les violences sexistes et intrafamiliales qui est intégré dans le PAN national. La Communauté flamande se dote d'un " Plan d'action pour la promotion et la protection de l'Intégrité physique, psychique et sexuelle des mineurs dans l'aide à la jeunesse et l'accueil des enfants, l'enseignement, les secteurs de la jeunesse et des sports ". Mais jusqu'en 2019, aucun plan d'action spécifique aux violences faites aux femmes et violences conjugales n'existe encore en Communauté flamande. Les associations féministes demandent qu'un budget important soit affecté aux plans d'actions et l'adoption d'une loi-cadre relative aux violences contre les femmes qui couvre toutes les formes de violence.

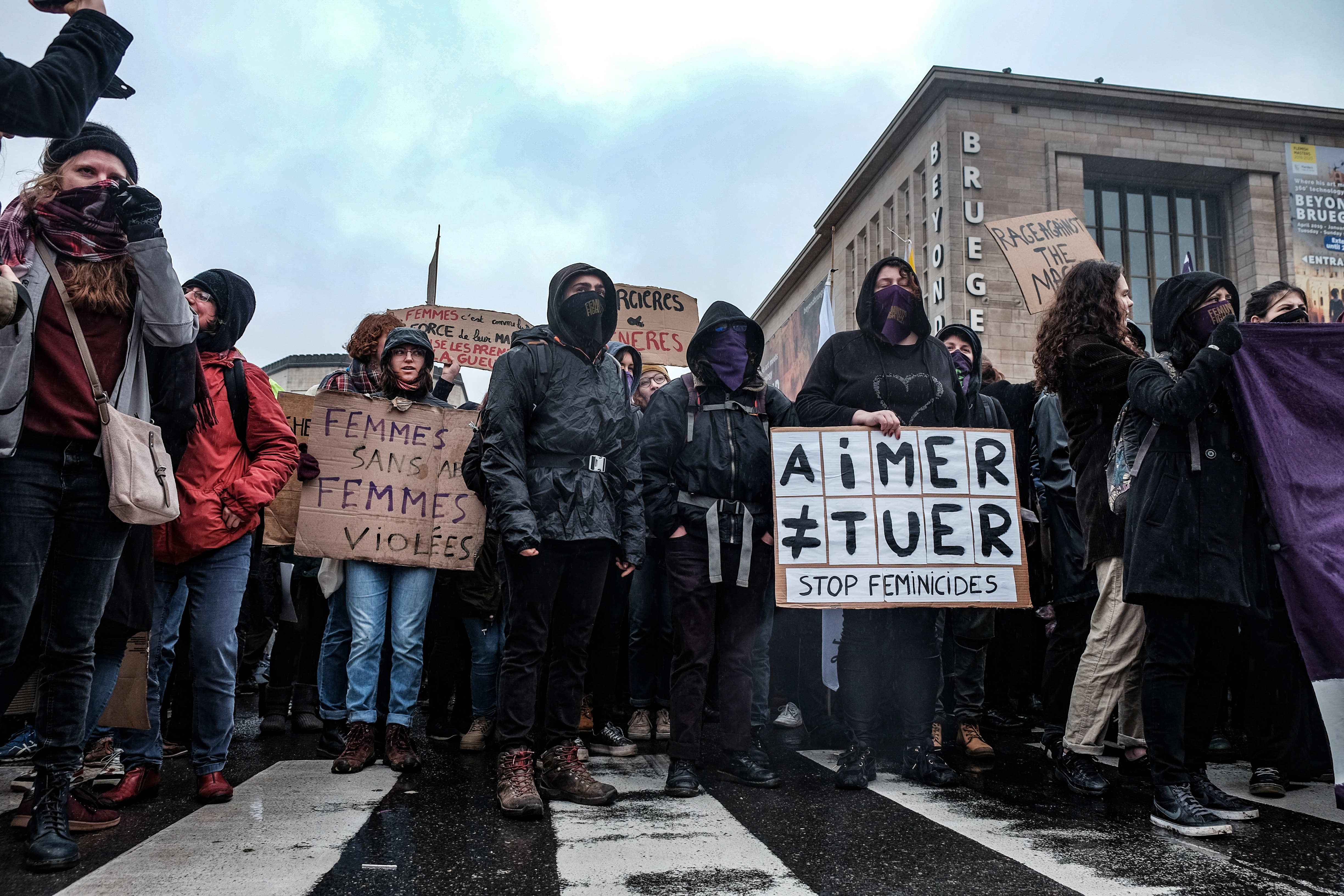
Journée internationale pour les droits des femmes, Bruxelles, 2020.

En 2004, Anne Bourguigon, Procureure du Roi à Liège décrète la tolérance zéro pour la violence conjugale et impose au Parquet de réagir à la première plainte. Cette circulaire a été étendue, en 2006, à l’ensemble des Parquets du pays à l’initiative de la Ministre de la justice et du Collège des procureurs généraux.
En 2016, la Belgique ratifie la convention d’Istanbul, sur la prévention et la lutte contre la violence à l'égard des femmes et la violence domestique. Environ 10 000 personnes, ont participé dimanche le 24 novembre 2019 à Bruxelles à un grand rassemblement dans le cadre de la journée internationale contre les violences faites aux femmes à l'appel, notamment de la plateforme Mirabal qui regroupe une centaine d'associations. Selon Mirabal, au moins 98 féminicides ont été commis depuis 2017 en Belgique, dont « au moins 20 » depuis début 2019, des chiffres « proportionnellement à la population, bien au-dessus de la moyenne d’autres pays européens ».